# Serp i molot (film 1921)
Serp i molot (Серп и молот) è un film del 1921 diretto da Vladimir Gardin e Vsevolod Pudovkin.